# Le Tour du Monde
Le Tour du monde, nouveau journal des voyages era um periódico semanal francês sobre viagens publicado pela primeira vez em janeiro de 1860. Le Tour du monde, journal des voyages et des voyageurs (1895–1914).

## História
Le Tour du monde (Volta ao Mundo) foi criado em janeiro de 1860 por Édouard Charton, designer do Le Magasin pittoresque, sob a égide do Librairie Hachette: a cada seis meses, os impressos semanais eram vendidos na rede de estações ferroviárias, reunidos em um volume, oferecidos em livraria. Uma segunda série foi inaugurada em 1895 sob o título Le Tour du monde, journal des voyages et des voyageurs (Volta ao Mundo, jornal de viagens e viajantes): muito mais moderna, reproduziu imagens fotográficas, em vez de gravuras.
Este periódico foi destinado a leitores interessados em viagens e exploração. Descreveu em detalhes a maioria das grandes expedições que marcaram o final do século XIX; e início do dia 20, o último grande período de exploração do mundo pelos viajantes ocidentais. Cinquenta anos se passam desde a descoberta da fonte do Nilo no início da década de 1860 até a conquista do Polo Sul no final de 1911. A revista combinou texto e ilustrações nas primeiras xilogravuras, que foram gradualmente substituídas por reproduções de fotografias no final do século XIX. Depois de julho de 1914, cessou a publicação.
Em fevereiro de 1930, foi adquirido pela Lectures pour tous.

### As primeiras 52 edições

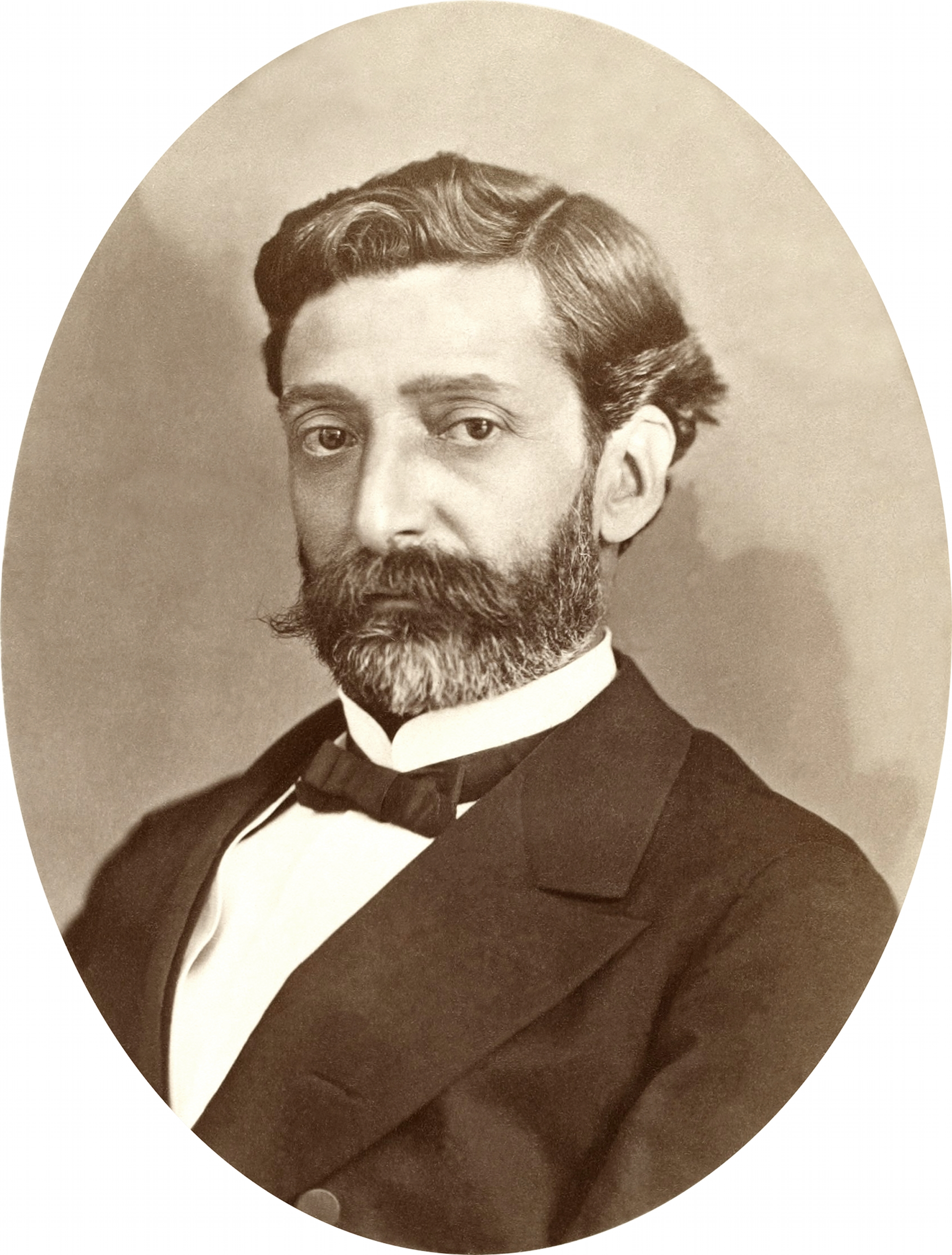
O relato de François Édouard Raynal sobre seu naufrágio perto das Ilhas Auckland em julho de 1869, edições 495 a 497

Cada edição tinha pelo menos 16 páginas, ilustradas com gravuras em preto e branco. Na capa, tinha uma única gravura sob o cabeçalho que ocupava metade da página acima de duas colunas de impressão, às vezes a página inteira. No interior, além das impressões de meia página, havia três impressões de página inteira. O texto era disposto em duas colunas. Outra característica era a publicação do mesmo periódico de viagem em parcelas com mais de 2 ou 3 números (daí a discrepância entre edições e números).
- Edição n.º 1 — Morte de Adolf Schlagintweit no Turquestão (1857). 16 páginas.
- Edição n.º 2 — Sir John Franklin e seus companheiros.
- Edição n.º 3 — Circunavegação pela fragata austríaca Novara (1857–1859).
- Edição n.º 4 — A Cochinchina em 1859 — notas de uma correspondência não publicada.
- Edição n.º 5 e 6 — Viagem à Albânia e Montenegro (1858) por G. Lejean. 32 páginas.
- Edição n.º 7 — O rio Amur — exploração do rio desde a nascente até a foz.
- Edição n.º 8, 20 e 21 — Viagem às margens do Mar Cáspio. 48 páginas.
- Edição n.º 9, 10 e 11 — (Baron Gros) Viagem à China e ao Japão (1857–1858), texto de Moges, desenhos após Treviso Tronson, etc. 48 páginas.
- Edição n.º 12 — Fragmentos de uma viagem a Nova Orleans (1855) por Élisée Reclus.
- Edição n.º 13 — Viagem ao grande oceano equinocial de Great Viti, John Macdonald (1855), artigo de Henri Michelant.
- Edição n.º 14 — Viagem ao Marrocos (1670–1789–1860).
- Edição n.º 15 — Viagens de Giovanni Mastai-Ferretti (hoje Papa Pio IX), na América do Sul (Santiago Gênova), 1823–1824.
- Edição n.º 16 — Aventuras e caçadas por Anderson na África Austral.
- Edição n.º 17 — O mar polar: fragmentos da jornada realizada em 1853, 1854 e 1855 a Nova Iorque, 82.º grau de latitude pelo Dr. K. El Kane (Marinha dos Estados Unidos).
- Edição n.º 18 e 19 — Exploração do Capitão Palissier das Montanhas Rochosas (1857–1859).
- Edição n.º 20 e 21 — Viagem ao Mar Cáspio e ao Mar Negro, Baku, Tbilisi. (1858).
- Edição n.º 22, 23 e 24 — Viagens de Möllhausen, Mississippi, às margens do Oceano Pacífico (1853-1854). 48 páginas.
- Edição n.º 25 e 26 — Viagens na Palestina (1856-1859): Quinze dias em Jerusalém (1856).
- Edição n.º 27 — Um mês na Sicília (1843) de Félix Bourquelot.
- Edição n.º 28 e 29 — Viagem à Pérsia, contos do Conde Arthur de Gobineau (1855-1858), ilustração de Laurens. 32 páginas.
- Edição n.º 30 — Viagens às Índias Ocidentais por Anthony Trollope (1858-1859).
- Edição n.º 31 e 32 — Viagem aos estados escandinavos por Paul Riant.
- Edição n.º 33, 34 e 35 — Viagem ao Monte Athos por A. Proust (1858). 48 páginas.
- Edição n.º 36 — Viagem com o naturalista (Charles Darwin) — Arquipélago de Galápagos e atóis e ilhas de coral.
- Edição n.º 37 e 38 — Viagem aos Iacutos (Rússia asiática) por Ouvarovski (1830–1839).
- Edição n.º 39, 40 e 41 — Viagens e descobertas na África Central — diário do Dr. Barth (1849–1855). 48 páginas.
- Edição n.º 42 — Viagens e aventuras do Barão de Wogan da Califórnia (1850 a 1852).
- Edição n.º 43, 44 e 45 — Viagem ao reino de Ava (Império Birmanês) pelo capitão dos Bengal Engineers, Henry Yule. (1855)
- Edição n.º 46, 47 e 48 — Viagem aos grandes lagos da África Oriental pelo Capitão Burton (1857–1859). 48 páginas
- Edição n.º 49 — Viagem a Cuba por Richard Dana (1859).
- Edição n.º 50, 51 e 52 — Excursões de Dauphiné (1850 a 1860). 48 páginas.

## Outros colaboradores
- Louis Rousselet — viajante francês, escritor, fotógrafo que visitou a Índia e Marrocos